# Oribatula guadarramica
Oribatula guadarramica är en kvalsterart som först beskrevs av E. Pérez-Iñigo 1978.  Oribatula guadarramica ingår i släktet Oribatula och familjen Oribatulidae. Inga underarter finns listade i Catalogue of Life.